# جورج واشنطن في الحرب الفرنسية والهندية

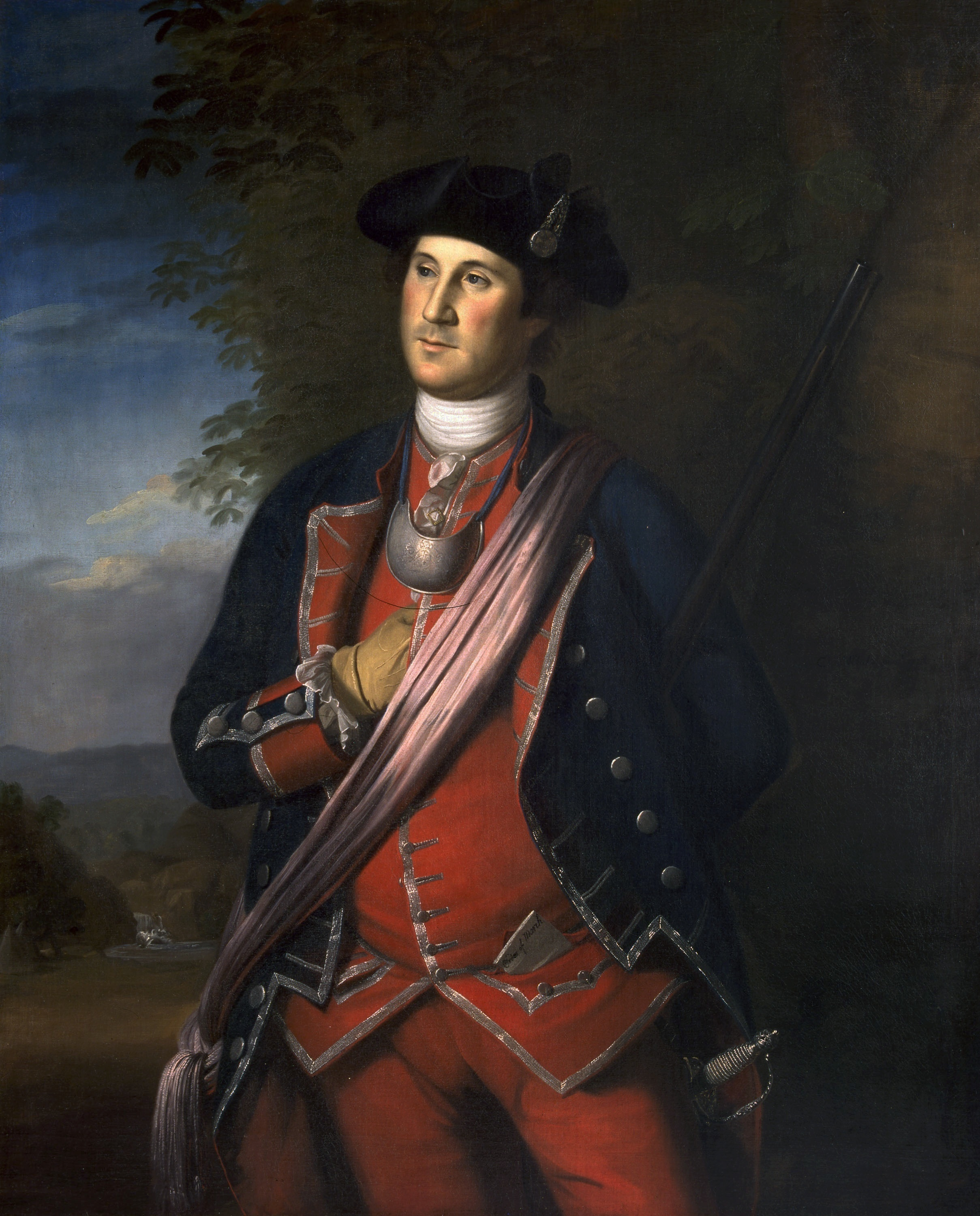
جورج واشنطن

بدأت المسيرة العسكرية لجورج واشنطن في الحرب الفرنسية والهندية بتكليفه كرائد في الميليشيا البريطانية لمقاطعة فيرجينيا. في عام 1753 أُرسل واشنطن كسفير من التاج البريطاني إلى الضباط الفرنسيين والهنود وصولًا إلى أقصى الشمال في ما هو اليوم إيري، بنسلفانيا. في السنة التالية قاد واشنطن بعثة أخرى إلى المنطقة للمساهمة في بناء حصن في ما هو اليوم بيتسبرغ، بنسلفانيا. قبل الوصول إلى تلك النقطة، أوقع واشنطن، إلى جانب حلفاء من المينغو تحت قيادة تاناتشاريسون، كتيبة كشافة فرنسية في كمين. قُتل قائد الكتيبة على الرغم من الجدل حول الظروف الحقيقية لوفاته. اعتُبر هذا العدوان في زمن السلم واحدًا من الخطوات الأولى التي أدت إلى حرب السنوات السبع العالمية. رد الفرنسيون بشن هجمات على التحصينات التي شيدها واشنطن في أعقاب الكمين وأرغموه على الاستسلام. مع إطلاق سراحه قبل نهاية مدة عقوبته، عاد واشنطن وقواته إلى فيرجينيا.
في عام 1755 شارك واشنطن كمساعد متطوع في حملة الجنرال إدوارد برادوك سيئة الطالع حيث برز خلال الانسحاب بعد معركة مونونغاهيلا التي كانت ذروة المواجهات. شغل واشنطن منذ عام 1755 حتى عام 1758 رتبة عقيد وقائد في كتيبة فيرجينيا، وأشرف على الدفاعات الإقليمية ضد الغارات الفرنسية والهندية وبنى الكتيبة لتكون واحدة من أفضل الميليشيات الإقليمية تدريبًا في تلك الفترة. قاد واشنطن الكتيبة كجزء من حملة الجنرال جون فوربس عام 1758 التي طردت الفرنسيين من حصن دوكويسن التي اشتبك خلالها هو وبعض مرافقيه في حادثة إطلاق نيران صديقة. ومع عدم قدرته على الحصول على تكليف ضمن الجيش البريطاني، تقدم واشنطن عندئذ باستقالته من الميليشيا الإقليمية وتزوج وتفرغ لحياة مالك مصنع في فيرجينيا.
اكتسب واشنطن مهارة عسكرية ثمينة خلال الحرب جعلته يكتسب خبرة عسكرية لوجستية واستراتيجية وتكتيكية. واكتسب أيضًا مهارات سياسية هامة في تعاملاته مع المؤسسة العسكرية البريطانية والحكومة الإقليمية. منحته مآثره العسكرية، على الرغم من أنها تضمنت بعض الفشل الواضح، سمعة عسكرية في المستعمرات إلى درجة أنه بات الخيار الطبيعي لمنصب القائد العام للقوات العسكرية في الجيش القاري في أعقاب اندلاع الحرب الثورية الأمريكية في عام 1775. وأفضت نجاحاته في المجالين العسكري والسياسي خلال ذلك الصراع إلى انتخابه أول رئيس للولايات المتحدة الأمريكية.

## الخلفية
ولد جورج واشنطن لعائلة ميسورة من فيرجينيا في بريدجز كريك بالقرب من فريدريكسبيرغ في عام 1732 [1731 حسب التقويم القديم]، ونال تعليمه في مدارس محلية حتى بلوغه سن ال 15. حدثت وفاة والده المفاجئة حين كان واشنطن ما يزال يبلغ من العمر 11 عامًا فقط. قضت وفاة والدته على احتمال نيله التعليم في مدارس إنجلترا، ورفضت والدته محاولات وضعه في البحرية الملكية. وبفضل صلته بعائلة فيرفاكس الثرية عن طريق زواج أخيه غير الشقيق من تلك العائلة، عين واشنطن في عام 1749 كمساح في مقاطعة كليبر، فيرجينيا، حين كان يبلغ من العمر 17 عامًا فقط. كان شقيق واشنطن قد اشترى حصة في شركة أوهايو التي كانت شركة تملك وتسوية أراضي تهدف إلى تسوية أوضاع المناطق على حدود فيرجينيا، بما في ذلك مقاطعة أوهايو والأراضي الواقعة شمال وغرب نهر أوهايو. وكان أيضًا من بين المستثمرين في الشركة الحاكم الملكي لفرجينيا روبيرت دينويدي، الذي عين واشنطن كرائد في الميليشيا الإقليمية في شهر فبراير من عام 1753.

## عمله كمبعوث
كانت تقطن مقاطعة أوهايو عدد من القبائل الهندية التي كانت ظاهريًا تحت السيطرة السياسية لكونفدرالية إيروكوي التي تقع في ما هو اليوم شمالي غرب نيويورك. كانت المنطقة أيضًا موضوعًا للعديد من المطالب المتضاربة للمستعمرات البريطانية والفرنسية. طالبت كل من مقاطعتي فيرجينيا وبنسلفانيا بالمنطقة، وكان التجار من بنسلفانيا يتاجرون مع الهنود منذ الأربعينيات من القرن الثامن عشر على أقل تقدير. في عام 1752، توصل ممثلو شركة أوهايو إلى اتفاق مع القادة الهنود المحليين يتيح بناء حصن ومستوطنة صغيرة عند ملتقى نهري أليغيني ومونونغاهيلا (بيتسبيرغ، بنسلفانيا في يومنا هذا)، وتأسيس عدد من المستوطنات جنوب نهر أوهايو. أثارت هذه التطورات قلق الفرنسيين، وبدأوا في عام 1753 بناء سلسلة من التحصينات أعلى منابع نهر أوهايو (على مقربة مما هو اليوم إيري، بنسلفانيا)، بنيّة توسيع خط الحصون في اتجاه مجرى النهر وحرمان المستوطنين والتجار البريطانيين من الوصول إلى الأراضي. عند وصول هذه الأنباء إلى فيرجينيا، سعى الحاكم دينويدي وراء نصيحة من الحكومة البريطانية في لندن. وتلقى أوامر بإرسال مبعوث إلى الفرنسيين ليؤكد المطالب البريطانية ويطالب بإيقاف بناء حصونهم ومغادرة الأراضي.
اختار الحاكم دينويدي الرائد واشنطن، الذي كان يبلغ من العمر آنذاك 21 عامًا، للرحلة إلى مقاطعة أوهايو لمعاينة الأوضاع العسكرية للفرنسيين، ولإيصال المطالب البريطانية. كان الرائد واشنطن خيارًا جيدًا على الرغم من صغر سنه بسبب اطلاعه على الحدود خلال عمله كمساح، وكان يتمتع بصحة جيدة وكان كل من الحكومة ورؤساء شركة أوهايو يثقون بواشنطن، على الرغم من عدم امتلاكه لأي خبرة في الحروب الحدودية، ولم يكن معظم الفيرجينيين أيضًا يمتلكون تلك الخبرة. غادر واشنطن من ويليامسبورغ نهاية شهر أكتوبر من عام 1753. في فريدريكسبورغ، ضم واشنطن جيكوب فان برام، صديق للعائلة كان يتحدث الفرنسية، قبل التوجه إلى مرتفعات فيرجينيا. هناك انضم إليه كريستوفر جيست، الذي كان عميلًا لشركة أوهايو يمتلك اطلاعًا على الأراضي، وعدد من الحطابين المنعزلين للمساعدة في لوجستيات البعثة. مع وصول البعثة إلى موقع الحصن المفترض، لاحظ واشنطن أن الموقع كان قد اختير بعناية وأنه يمنح «سيطرة تامة على نهر مونونغاهيلا».
ومن ثم تقدمت البعثة نحو لوغستاون، التي كانت مستوطنة هندية كبرى تقع على مسافة قصيرة من نهر أوهايو. بعد إجراء مفاوضات مع الهنود، اتفق «نصف ملك» المينغو تاناتشاريسون وثلاثة من رجاله على مرافقة البعثة البريطانية للقاء الفرنسيين. وعلم واشنطن أيضًا أن العديد من قبائل أوهايو كانت غير راضية عن الخطط البريطانية لتسوية وضع المنطقة بقدر ما كانت غير راضية عن خطط الفرنسيين لتحصينها. بعد مغادرتهم لوغستاون في 30 من شهر نوفمبر، وصلوا إلى حصن ماتشاولت في 4 من شهر ديسمبر. وأرسل القائد هناك، الكابتن فيليب توماس دي جونكاير، واشنطن إلى ضابطه المسؤول الذي كان يتمركز في حصن ليبوف باتجاه الشمال. خلال عشائه مع دي جونكاير، علم واشنطن بنوايا الفرنسيين في «السيطرة على أوهايو».
وصلت فرقة واشنطن إلى حصن ليبوف في 11 من شهر ديسمبر وسط عاصفة ثلجية شديدة. واستقبلها القائد الفرنسي، الكابتن جاك ليغاردور دو سان بيير، بحسن ضيافة، إلا أنه أشار، ردًا على مطالب دينويدي، إلى أن الرسالة موجهة بشكل ملائم أكثر إلى رئيسه، حاكم فرنسا الجديد الماركيز دوكويسن. وكانت الرسالة التي أعدها ليغاردور ردًا على دينويدي واضحة وأشارت إلى صلب الموضوع: «في ما يتعلق بالمطالب التي أرسلتم إلي بها لأتقاعد، فلا أعتقد أني مرغم على الانصياع لها». تنبه واشنطن بحذر إلى التحضيرات العسكرية على كلا الحصنين قبل أن يغادر في 16 من شهر ديسمبر. وكان يشعر بقلق إلى حد ما من حقيقة أن تاناتشاريسون ورجاله بقوا من أجل محادثات إضافية مع الفرنسيين، وكتب «رأيت أن كل حيلة يمكن لأكثر العقول حنكة اختراعها كانت تطبق لاستمالة نصف الملك إلى جانبهم». عاد واشنطن إلى ويليامسبورغ بعد شهر من السفر الصعب. ونشر دينويدي رواية واشنطن حول البعثة على نطاق واسع للتشديد على التهديد الفرنسي. وطبعت على جانبي الأطلسي، الأمر الذي منح واشنطن سمعة عالمية.

## جومونفيل وضرورة الحصن
في طريق عودة واشنطن من بعثته هذه، أرسل دينويدي رجالًا من شركة أوهايو (الذين كانوا أيضًا مكلفين ضمن الميليشيا الإقليمية) بقيادة ويليام ترنت للبدء في بناء حصن الشركة. في شهر فبراير، وبمباركة من تاناتشاريسون، بدأ ترنت ورجاله بناء الحصن عند ملتقى نهري أليغيني ومونونغاهيلا. قاد خليفة ليغاردور في فينانغو، كلود بيير بيكاودي دو كونتريكور، قوة من 500 جندي كندي وهندي (تحدثت شائعات وصلت إلى رجال ترنت عن أن عدد الجنود كان يبلغ 1000) لطردهم. في 16 من شهر أبريل، وصلت القوة إلى فوركس، وفي اليوم التالي وافقت قوة تابعة لترنت قوامها 36 جنديًا، قادهم في غياب ترنت إنساين إدوارد وورد، على مغادرة الموقع بالرغم من المعارضة الشرسة التي أبداها تاناتشاريسون. وبدأ الفرنسيون عندها ببناء حصن دوكويسن. عند عودته إلى ويليامسبورغ، كلف واشنطن برتبة مقدم في كتيبة فيرجينيا التي كانت قد أنشئت حديثًا، وأُمر من قبل دينويدي بتشكيل قوة للمساعدة في إتمام حصن ترنت.